# Hipocondria
A hipocondria, do grego hypo- (a baixo) e chondros (cartilagem do diafragma), também conhecida por nosomifalia, é um estado psíquico em que a pessoa tem a crença infundada de que padece de uma doença grave. Costuma vir associada a um medo irracional da morte, a uma obsessão com sintomas ou defeitos físicos irrelevantes, preocupação e auto-observação constante do corpo e até às vezes, diagnósticos médicos.
Muitas vezes encarada como algo engraçado, a patologia é séria e prejudica a vida de pacientes.
Um grande contingente de pessoas saudáveis do ponto de vista clínico e laboratorial recorre diariamente a hospitais, consultórios e prontos-socorros, sempre reclamando de doenças graves. Inconformados com médicos e exames que indicam a inexistência de qualquer problema de saúde, muitas dessas pessoas saem dali direto para a avaliação de outro profissional, na expectativa de encontrar o diagnóstico sobre o mal que supostamente os acomete. A procura será em vão e aí pode estar o indício de uma doença real, embora essa ainda não seja imaginada pelo paciente. Trata-se da hipocondria ou a ‘mania de doença’, como é mais conhecido o mal que se caracteriza pela supervalorização de sintomas corriqueiros e perfeitamente normais.
A hipocondria pode vir associada ao transtorno obsessivo-compulsivo e à ansiedade.

## O hipocondríaco
Um hipocondríaco é um indivíduo que acredita na presença de doença. Geralmente reconhecem a presença de sinais e sintomas das mais variadas patologias no seu próprio corpo, entrando por vezes em estados de pânico. É tido como um distúrbio psiquiátrico, necessitando muitas vezes de ajuda médica especializada. O hipocondríaco em muitos casos se sente melhor ao tomar uma série de remédios para se dopar, achando assim, estar livre das supostas doenças. Alguns relatam que ficam felizes ao tomar os remédios e por vezes entram numa depressão profunda por pensar ter muitas doenças.
Algumas pessoas passam a ter inúmeros pensamentos intrusivos (obsessivos), o que os leva a consultar exaustivamente familiares, amigos e médicos. Por exemplo: uma pessoa com tosse leve pode acreditar que tem tuberculose ou câncer de pulmão, já uma pessoa com dores abdominais irrelevantes pode acreditar que tem alguma doença gastrointestinal grave. Em outros casos, a pessoa pode sentir tanto medo de descobrir que está doente que simplesmente evita a área médica, negligenciando a própria saúde. Também há casos de pessoas que acreditam que possuem doenças que levarão a morte e que nenhum médico poderá ajudá-las, vivendo num estado constante de desespero e depressão. Hipocondríacos também podem sentir-se culpados pelas suas supostas doenças e atribui-las a erros do passado.
Muitos hipocondríacos descobrem métodos alternativos para curar ou amenizar as supostas doenças, que no seu caso funcionam, pois a doença é, na verdade, sintoma da hipocondria. Como é algo mental, qualquer coisa deduzida o seu cérebro é capaz de reproduzir, portanto se a "Hipocondria" deduzir que tal coisa irá melhorar ou agravar o seu estado de saúde, geralmente ocorre, porque a própria doença é criação de sua cabeça. Muitos ligam alguns acontecimentos como agravante ou causador das doenças, sendo que a maioria deles não faz nenhum sentido.

## Sintomas
A maioria dos hipocondríacos confundem sintomas ou deformações irrelevantes e, por vezes, inexistentes como indicativos de doença grave.
Pessoas que já são doentes, como diabéticos ou reumáticos, podem confundir os sintomas de suas doenças com outras e, consequentemente, apresentarem problemas psicológicos. Da mesma maneira, pessoas ansiosas ou depressivas podem apresentar flutuações afetivas que resultam em sintomas inexplicáveis pelos médicos, o que as leva para a hipocondria. Dentre esses sintomas, os mais comuns são: dores de cabeça, abdominais, nas costas, articulações, retais e no trato urinário, bem como febre e/ou suor noturno, coceira, diarreia, tontura e perda de equilíbrio. Como na maioria das vezes os médicos não conseguem encontrar nada de anormal na saúde física dessas pessoas, muitas vezes elas passam a duvidar da capacidade de seus médicos ou sentem-se deprimidas pela impossibilidade de aliviar seus sintomas. Como o hipocondríaco muitas vezes acredita que vai sofrer com doenças graves pelo resto da vida ou que poderá morrer em breve, alguns passam a apresentar tendências suicidas. Além disso, é comum a busca incessante de informações sobre doenças na internet, fenômeno denominado "Cybercondria".

## Diagnóstico
O diagnóstico é eminentemente clinico, baseado no histórico de queixas sem nenhum fundamento e base científica.
O CID-10 define a hipocondria da seguinte maneira:
A. Qualquer um dos seguintes sintomas:
- Uma crença persistente, com duração de pelo menos seis meses, da presença de no máximo duas doenças físicas graves (das quais pelo menos uma deve ser especificamente nomeada pelo paciente).
- A preocupação persistente com uma deformidade ou desfiguração presumida (dismorfofobia).

B. Preocupação com os sintomas causa sofrimento persistente ou interferência no funcionamento na vida diária pessoal, levando o paciente a procurar tratamento médico ou investigações (ou ajuda equivalente com curandeiros locais).
C. Persistente recusa em aceitar o conselho médico de que não há nenhuma causa física compatível com seus sintomas ou anormalidades, exceto por curtos períodos de algumas semanas imediatamente após as consultas médicas.
O DSM IV define a hipocondria de acordo com os seguinte critérios:
A. Preocupação acompanhada do medo de ter, ou a ideia de que se tem, uma doença grave com base em interpretação errônea de sintomas corporais na pessoa.
B. Preocupação persistente, apesar de avaliação médica adequada e reafirmada.
C. A crença do Critério A não é de intensidade delirante (como no Transtorno Delirante) e não se restringe a uma preocupação circunscrita com a aparência (como no Transtorno Dismórfico Corporal).
D. A preocupação causa sofrimento clinicamente significativo ou prejuízo nas áreas social, ocupacional ou outras funcionalidades importantes.
E. A duração do distúrbio é de pelo menos 6 meses.
F. A preocupação não é relacionada com um Transtorno de Ansiedade Generalizada, Transtorno Obsessivo-Compulsivo, Síndrome do Pânico, um Episódio de Depressão Nervosa, Ansiedade de Separação ou outro Transtorno Somatoforme.

## Causas
Atualmente, a hipocondria é considerada uma desordem psicossomática, sendo uma doença mental com sintomas físicos. Artigos, matérias e programas vinculados na mídia e internet podem contribuir para a manifestação de quadros de hipocondria, principalmente quando descrevem casos de doenças que parecem obscuras e imprevisíveis, como câncer ou esclerose múltipla.
Pessoas que recebem cuidados excessivos com problemas de saúde menores ou tratamento superprotetor ao longo da vida, possuem maior chance de desenvolver hipocondria. Em certos indivíduos, é comum o histórico de membros da família ou amigos que morreram de doenças graves. Quando há um histórico de mortes prematuras na família ou amigos, pessoas saudáveis e felizes podem passar a desenvolver hipocondria, sobretudo quando estão próximas da idade em que o parente morreu. Em alguns casos, essas pessoas passam a se queixar de sintomas correspondentes aos da doença que matou o seu conhecido, acreditando que pegou a doença ou adquiriu geneticamente. Quando há um histórico na família de doenças hereditárias e pessoas historicamente ansiosas ou não começam a se queixar dos mesmos sintomas, é importante primeiro consultar um médico para investigar a hipótese da existência dessa possível doença. Caso realmente não exista nenhuma relação e as queixas infundadas continuarem ao longo dos meses, é certa a origem psicológica.
A maioria das pessoas que se queixam de dores físicas ou sentem medo de doenças inexistentes, não estão fingindo ou delirando, mas sim experimentando os resultados naturais de outros problemas emocionais, tal como uma quantidade elevada de stress. O hipocondríaco realmente sente os sintomas, mesmo que eles sejam completamente irrelevantes, psicológicos ou oriundos de esforços normais.

## Tratamento
Dentre as diferentes abordagens do tratamento da hipocondria, é comum o esforço para ajudar o paciente a encontrar uma maneira de superar as manifestações dos seus sintomas inexplicáveis e preocupação frequente de estar doente, para que o mesmo possa assumir o controle de sua vida. Pesquisas atuais sugerem que a preocupação excessiva pode ser controlada com psicoterapia direcionada ou com algum medicamento apropriado.
Estudos científicos recentes têm demonstrado que terapia cognitivo-comportamental (TCC) e inibidores seletivos de recaptação de serotonina (ex.: fluoxetina e paroxetina), são opções eficazes de tratamento, conforme demonstrado em testes clínicos. A TCC ajuda o paciente a enfrentar e lidar com os sintomas físicos e preocupações, mostrando-se eficiente na redução da intensidade e frequência destes. Já a medicação ajusta os níveis de neurotransmissores e contribui na diminuição da preocupação e pensamentos obsessivos, mostrando-se também eficaz para o tratamento da ansiedade e depressão.
Um outro tipo de tratamento que revelou-se eficaz é a terapia de exposição. Em um estudo, esta mostrou-se tão eficaz quanto a terapia cognitiva, sem a regressão do quadro.

## Na Cultura Popular
- No filme O Fabuloso Destino de Amélie Poulain Georgette, a empregada na tabacaria, está sempre tomando alguma coisa para as alegadas manchas, ou inalando algum pó para qualquer doença inexistente.

- Em Madagascar (filme), A Girafa Melman apresenta os sintomas da hipocondria, e está sempre alegando sintomas de doenças, tomando remédios sem motivo real e se preocupando excessivamente com normas para prevenção de doenças. No filme, o assunto é tratado de forma cômica.

- Na série The Big Bang Theory, o personagem de Jim Parsons, Sheldon Cooper, um gênio da ciência sofre de hipocondria, além de sintomas de outros transtornos como TOC e características de Síndrome de Asperger. Em um episódio, fica bem claro que ele sofre também de Fobia Social, pois teme fazer uma palestra em público, por medo de ser observado.

- No filme Bandits ("Vida Bandida"), Billy Bob Thornton interpreta um gênio assaltante de bancos, Terry Collins, que sofre de hipocondria. O desempenho do ator é excelente, muito realista, mostrando realmente o comportamento de um hipocondríaco.

- No livro e filme Os Miseráveis, Joly, um dos estudantes revolucionários é descrito como malade imaginaire, do francês, "doente imaginário".

- Já em Whatever Works ("Tudo Pode Dar Certo" de Woody Allen), um físico cientista, Boris Yellnikoff (Larry David), que acabou se tornando professor de xadrez, representa, de maneira cômica e inteligente, um hipocondríaco, misantropo, cético e narcisista. No filme, as cenas relatam situações freqüentes que ocorrem com hipocondríacos, desde o desespero da Síndrome de Somatização as idas ao pronto-socorro aos exames com diagnósticos sempre negativos, porém causadores de revolta ao portador da síndrome, já que este acredita que os médicos sempre estão errados, e não encontram sua(s) doença(s).